# 天苑增十三
波江座14，又名BD-09 627，HD 20395、SAO 130395、HR 988，是波江座的一颗恒星，视星等为6.14，位于銀經192.19，銀緯-51.33，其B1900.0坐标为赤經3h 11m 44.9s，赤緯-9° -51.33′ 28″。